# 望来川
望来川（もうらいがわ）は、北海道石狩振興局管内を流れ石狩湾（日本海）に注ぐ二級河川。望来川水系の本流である。

## 地理
北海道石狩振興局石狩市厚田区の石狩段丘にある三等三角点「望来山」で源を発し、望来ダム（『ダム便覧』）を経て望来付近の河口で石狩湾（日本海）に注ぐ。

## 地名由来
アイヌ語でムライもしくはモウライ「風によって閉じたり・開いたりする事」の意味。

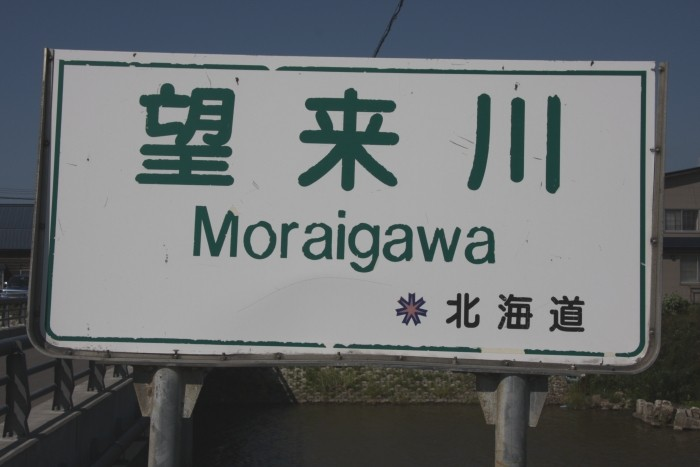
望来獅子橋にある望来川の河川標識

## 流域の自治体
北海道
石狩振興局石狩市厚田区

## 支流
括弧内は流域の自治体
- 南部の沢川（石狩市）
- 桂の沢川（石狩市）
- フモトノ沢川（石狩市）
- 森本の沢川（石狩市）

## 主な橋梁
- 望来大橋 - 国道231号
- 望来橋 - 国道231号